# Tőrcsőrű mézevő
A tőrcsőrű mézevő (Myzomela eques) a madarak osztályának verébalakúak (Passeriformes) rendjébe és a mézevőfélék (Meliphagidae) családjába tartozó faj.
A magyar név forrással nincs megerősítve.

## Előfordulása
Indonézia és Pápua Új-Guinea területén honos. A természetes élőhelye a szubtrópusi vagy trópusi nedves síkvidéki erdők.

## Alfajai
- Myzomela eques eques (Lesson & Garnot, 1827)
- Myzomela eques karimuiensis Diamond, 1967
- Myzomela eques nymani Rothschild & Hartert, 1903
- Myzomela eques primitiva Stresemann & Paludan, 1932

## Külső hivatkozás
- Képek az interneten a fajról
- Internet Bird Collection - videók a fajról